# المشراف
ال-میشراف یک منطقهٔ مسکونی در یمن است که در استان صنعا واقع شده‌است.